# جو بومن (بازیکن فوتبال)
جو بومن (انگلیسی: Joe Bowman؛ ۷ نوامبر ۱۹۰۲ – August 1941 (aged 38)) بازیکن فوتبال اهل بریتانیا بود.
از باشگاه‌هایی که در آن بازی کرده‌است می‌توان به باشگاه فوتبال چسترفیلد و باشگاه فوتبال دونکستر راورز اشاره کرد.